# Kościół św. Marii Magdaleny w Czersku
Kościół św. Marii Magdaleny w Czersku – rzymskokatolicki kościół parafialny w Czersku (woj. pomorskie), zbudowany w 1913, w stylu neogotyckim.

## Historia
Parafia w Czersku powstała zapewne w XII wieku, a wzmiankowana jest po raz pierwszy w dokumencie lokacyjnym z 1382. Udokumentowane jest istnienie drewnianego kościoła z wieżą w 1565. W wyniku pożaru w 1756 kościół ten został zniszczony. W latach 1764–1842 nabożeństwa odprawiano w nowym kościele zbudowanym również z drewna. Kościół ten został rozebrany w 1842 i w 1844 położono kamień węgielny pod kościół murowany, który został ukończony w 1852. Kościół ten został następnie w 1909 rozebrany i w latach 1910–1913 wzniesiono obiekt obecnie używany.

## Architektura
Kościół zlokalizowany jest w centrum miasta. Jest to okazała budowla halowa, trójnawowa, z wielobocznie zamkniętym, krótkim prezbiterium skierowanym na zachód (świątynia jest orientowana odwrotnie). Budynek z czerwonej cegły na planie krzyża łacińskiego. Przy północnym ramieniu transeptu czworoboczna wieża (dzwonnica) o wysokości 40 metrów, zwieńczona dachem w kształcie ostrosłupa, krytym miedzianą blachą, z krzyżem na szczycie. Na wieży znajduje się zegar skierowany na cztery strony świata oraz cztery dzwony. Nawa główna i transept pokryty dwuspadowym dachem, nawy boczne dachami dwuspadowymi o kalenicach prostopadłych do osi nawy głównej. Dach prezbiterium jest nieco niższy od dachu nawy głównej, pokryty dachówką falistą rzymsko-kombinowaną i mniszką. Na skrzyżowaniu transeptu z nawą główną znajduje się sygnaturka. Budowla jest na zewnątrz pokryta dekoracją blendową, ze szczytami nad korpusem i ramionami transeptu. Do prezbiterium przylagają dwie zakrystie: północna i południowa. Kościół posiada 7 wejść do naw, trzy z nich obecnie zamurowane. Nad głównym wejściem (od wschodu) umieszczono figurę Marii Magdaleny o wysokości 1,9 m autorstwa rzeźbiarza Trillhase z Erfurtu.
Obejście kościoła wykonane jest z betonu i kostki brukowej. Dla osób niepełnosprawnych przygotowano podjazd.
Projektantem kościoła św. Marii Magdaleny jest wrocławski architekt Oskar Hossfeld.

### Wnętrze

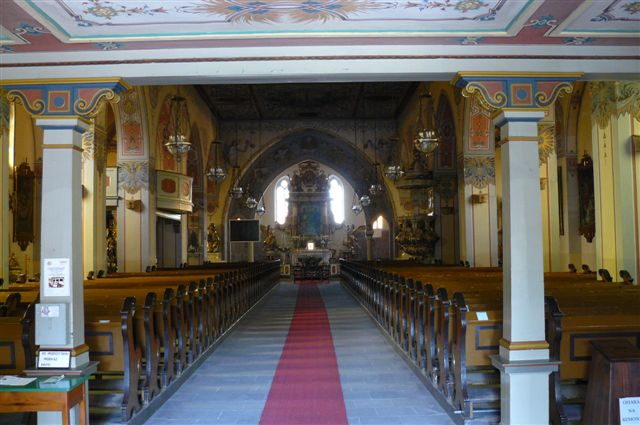
Wnętrze kościoła

Wnętrze nakryte jest stropami belkowymi, pokrytymi polichromią. Nawy boczne rozgraniczone są od nawy głównej sześcioma kwadratowymi kolumnami, pozbawionymi podstaw i kapiteli. We wnętrzu znajdują się dwa chóry: większy, z prospektem organowym, zamyka nawę główną od wschodu, mniejszy w nawie południowej, przy południowym ramieniu transeptu. Kościół ma dwie zakrystie, kruchty znajdują się pod chórem oraz w wieży. Posadzka kościoła pokryta jest płytami kamiennymi. Wnętrze jest oświetlone przez okna witrażowe i kryształowe żyrandole.

### Wymiary
- ogólne – 53 m długości 18,50 m szerokości, w transepcie 29,60 m szerokości
- nawa główna – 10,50 m szeroka, 43 m długa, 9,50 m wysoka
- nawy boczne – 2,50 szerokie, 29 m długie, 8,25 m wysokie
- nawy poprzeczne – 8,50 szerokie, 10,50 m długie, 8,25 m wysokie
- prezbiterium – 10,50 m x 10 m
- miejsc siedzących ok. 900, stojących ok. 3000

## Wyposażenie wnętrza
W kościele znajduje się 8 ołtarzy, 6 konfesjonałów, kazalnica, chrzcielnica, obrazy z drogą krzyżową. Dla uczestników nabożeństw w nawie głównej i nawach bocznych ustawione są ławy. Na emporze znajdują się organy. Przy wejściu głównym granitowe kropielnice. Sufit jest bogato zdobiony malowidłami, a kolumny pokryte są freskami.

### Ołtarz główny
Główny ołtarz w stylu manierystycznym znajduje się w prezbiterium. Ufundowany przez opata pelplińskiego Feliksa Kosa w 1611 dla tamtejszego kościoła cystersów. W 1845 ołtarz został ofiarowany przez kapitułę chełmińską do czerskiej parafii. Ołtarz wykonany z drewna ma wymiary 2,75 m szerokości i 6,50 m wysokości. W 1911 ołtarz powiększono poprzez dodanie po bokach rzeźbionego paludamentu z postaciami aniołów. Posiada bogatą dekorację okuciową i roślinną na kolumnach oraz naddatki. Na belkowaniu ołtarza znajdują się dwie rzeźby nierozpoznanych biskupów. Ponadto ołtarz udekorowany jest postaciami pięciu aniołów oraz płaskorzeźbą pokutującej św. Marii Magdaleny w zwieńczeniu. Nad belkowaniem herb rodowy Kosów. W centrum ołtarza umieszczony jest obraz przedstawiający Trójcę Świętą w otoczeniu aniołów, namalowany w 1611 przez Hermana Hana. Wymiary obrazu to 2,30 x 1,55 m. Pod obrazem znajduje się predella przedstawiająca koncert anielski. Jej wymiary: 0,40 x 1,35 m. Na jej odwrocie znajduje się napis: Inceptum Anno 1611 Adj 20 Julij Perfectum Erdem Anno in festo Scti Mathei Hoc altare pictum ab Hermanno Gallo Oretur pro eo. Przed predellą umieszczane jest tabernakulum.
W 1958 przeprowadzono renowację ołtarza. Przywrócono pierwotny kolor drewna hebanu i odrestaurowano szatę złota dukatowego.

### Ołtarze boczne

#### Ołtarz św. Krzyża
Ołtarz o wysokości 5 m i szerokości od 3 do 1,5 m umieszczony w południowej części transeptu. W starym kościele drewnianym spełniał funkcję ołtarza głównego. Został wykonany w 1766 w stylu rokokowym. Jest to ołtarz typu sarkofagowego, w kształcie ramy z wplecionymi w grzebykowe ornamenty narzędziami męki Chrystusa. Ufundowany przez kanonika kamieńskiego herbu Newlin, ks. Franciszka Łukowicza. W kartuszu herbowym znajdują się inicjały: F, Ł, C, C – Franciscus Łukowicz Canonicus Caminensis.
Nastawa ołtarza ma formę płytkiej wnęki, zwieńczonej baldachimem z dwiema postaciami aniołów. Środkowa część ołtarza zawiera rzeźbę ukrzyżowanego Chrystusa i klęczącej św. Marii Magdaleny. Po bokach zaś znajduje się figura Matki Boskiej Bolesnej i św. Jana Ewangelisty. Mensa ołtarza jest wklęsło-wypukła, z herbem Newlin. Ołtarz nie ma portatylu.
W 1960 dokonano konserwacji i odnowienia ołtarza.

#### Ołtarz św. Michała
Umieszczony w północnej części transeptu. Wykonany w połowie w połowie XVIII wieku, w stylu rokokowym, posiada wklęsło-wypukłe retabulum. Jest to ołtarz typu stołowego – jego mensa oparta jest na dwóch dekoracyjnych nogach. Wymiary ołtarza: 6 m wys., 2,30 m szer. Tylna ściana ołtarza stanowi przedłużenie nastawy. W środkowym polu ołtarza znajduje figura św. Michała zabijającego smoka. Na bokach ołtarza umieszczone są dwie postacie aniołów, a w górnej jego części dwa putta i trzy uskrzydlone główki. Ołtarz nie posiada portatylu.
W 1960 przeprowadzono jego konserwację i odnowienie.

#### Ołtarz św. Marii Magdaleny
Umieszczony w północnej części transeptu. Wykonany około 1912 przez pracownię z Poznania w stylu barokowym.
W 1958 wstawiono doń nowy obraz św. Marii Magdaleny namalowany przez Władysława Drapiewskiego.
W 1962 dokonano jego odnowienia.

#### Ołtarz św. Najświętszej Marii Panny
Umieszczony w południowej części transeptu. Ołtarz wykonała firma z Wrocławia około 1912 w stylu późnorenesansowym. W 1957 w ołtarz wstawiono obraz Matki Boskiej Nieustającej Pomocy namalowany przez Władysława Drapiewskiego.
W 1962 został odnowiony.

#### Ołtarz posoborowy z ambonką
Ołtarz posoborowy i ambonka zostały wykonane z drewna przez czerskich artystów w 1980.

#### Ołtarzyk św. Judy Tadeusza
Umiejscowiony w kruchcie po lewej stronie głównego wejścia do kościoła. Ufundowany przez parafian na pamiątkę II Soboru Watykańskiego. Ołtarzyk wykonał z piaskowca Antoni Łangowski z Czerska.

#### Ołtarzyk św. Antoniego
Umiejscowiony w kruchcie po prawej stronie głównego wejścia do kościoła. Ołtarzyk wykonany z piaskowca przez Antoniego Łangowskiego z Czerska. Ołtarzyk został ufundowany przez czerskich parafian z okazji złotego jubileuszu kapłaństwa ks. kanonika Franciszka Drosta (1884–1972) – byłego proboszcza.

### Kazalnica
Kazalnica została wykonana w stylu barokowym. Sklepienie kazalnicy pochodzi z poprzedniego kościoła. Kazalnicę zdobią rzeźby czterech ewangelistów z ich symbolami: św. Mateusz z młodzieńcem, św. Marek z lwem, św. Łukasz z bykiem i św. Jan z orłem.

### Konfesjonały
Dwa konfesjonały i kratki znajdujące się przy ołtarzu główny wykonane zostały w 1912, w stylu barokowym. Pozostałe konfesjonały ustawiono w okresie późniejszym.

### Chrzcielnica
Wykonana z drewna w stylu rokokowym w 1766. W jej środkowej części usytuowana jest gołębica, symbolizująca Ducha Świętego. W górnej części znajdują się dwa aniołki z kartuszem.
W 1965 została poddana konserwacji i odnowieniu.

### Stacje drogi krzyżowej
Osiem stacji jest w stylu starochrześcijańskim. Namalowane są na płótnie o wymiarach 1,35 m. x 1,60 m.
Na I stacji widnieje napis: Sprengel parochus erat, Guntermann pinxit MCMXVII; na IV stacji – 30...5.1918; na VIII stacji – J. G. November 1918.
Dwie stacje pochodzą z 1930.
W 1954 zostały namalowane cztery ostatnie stacje.

### Organy
Organy pochodzą z 1913. Wykonane zostały przez firmę Pawła Voelknera z Bydgoszczy. Organy posiadają 28 rejestrów.
W 1958 organy zostały przebudowane i otrzymały nowy kontuar. Obecnie organy posiadają trakturę pneumatyczną, 2 manuały i pedał.
Prospekt organowy został wykonany w stylu baroku nadwiślańskiego.

### Kropielnice
Przy wejściu głównym, po obu stronach nawy głównej pod emporą znajdują się kropielnice granitowe. Jedna z nich, prawdopodobnie romańska z XIII wieku, z czarą zdobiona prymitywnymi pasami, druga – niezdobiona – zapewne z XV albo XVI wieku.

### Malatura wnętrza
Malaturę wykonał profesor Otto Linnemann z Frankfurtu nad Menem przy pomocy Kazimierza Jasnocha i Franciszka Konitzera w 1912. Malowidła przedstawiają obrazy z Pisma św. Starego Testamentu i alegorie do Nowego Testamentu. Malowidło sufitowe w prezbiterium przedstawia monstrancję z hostią w świetlistym obłoku. Obok monstrancji klęczy dwóch cherubinów, a z prawej i lewej strony umieszczono napisy: Ecce, qui tollit peccata mundi oraz Ego sum resurectio et vita.
Malowidła sufitowe nawy poprzecznej przedstawiają sceny narodzenia, męki i zmartwychwstania Zbawiciela. Środkowy obraz męki Pańskiej jest otoczony wizerunkami Ojców Kościoła.
Obraz zmartwychwstania Pańskiego w północnej części nawy poprzecznej przedstawia Chrystusa rozmawiającego z pokutnicą Magdaleną, a otoczony jest wizerunkami św. Jana Nepomucena, św. Stanisława, św. Alojzego i św. Kazimierza.
Narodziny Chrystusa są zestawione z wyobrażeniami krzaku gorejącego, różdżki Aarona i Hortus conclusus.
Malowidła sufitowe nawy głównej przedstawiają Wniebowstąpienie Pańskie i Zielone Świątki z figurami ze Starego Testamentu, wężem miedzianym, Eliaszem na wozie ognistym, ofiarą Eliasza i wizerunki Dawida, Izajasza, Mojżesza, Salomona, Joela i Ezechiela.

### Dzwony
W dzwonnicy znajdują się cztery dzwony. Przed I wojną światową wisiały trzy. Jeden dzwon pochodził z roku 1879, drugi z 1848, trzeci z 1736. Ostatni dzwon został zachowany i służy jako sygnaturka. Pozostałe dwa dzwony sprzedano, a na ich miejsce sprowadzono trzy nowe.
Dzwony zostały odlane w Lubece przez ludwisarnię M. u. O. Ohlsson. Nastrojono je na akord: ais, fis i dis. Największy dzwon waży 1 400 kg. Ufundował go Jan Ohnesorge.
Aktu poświęcenia dzwonów dokonał 14 lipca 1912 proboszcz Bukowski z Łęga.
Na dzwonach znajdują się następujące napisy:
- dzwon ais – Ad maiorem Dei gloriam Pio X. Pont. Max. Dr. Augustino Rosentreter. Episc. Culm. Casimir Sprengel, parocho Czersc. A. D. 1912. ad honorem St. Casimiri.
- dzwon fis – Gloria in exelcis Deo et in terra pax hominibus Pio X. Pont. Max. Dr. Augustino Rosentreter, Episc. Culm. Casimir Sprengel, parocho Czersc. A. D. 1912. ad honorem Beatae Mariae Virginis.
- dzwon dis – Vox clamantis in Deserto, Parate viam Domini Pio X. Pont. Max. Dr. Augustino Rosentreter Episc. Culm. Anno Domini 1912 ad honorem St. Joannis Babtistae. Fundavit Mercator Joannes Ohnesorge et uxov Angela nat. Kraske.

## Plebania
Budynek wolnostojący, zbudowany w 1828, o skromnych cechach klasycystycznych, parterowy, murowany z cegły, usytuowany kalenicowo, prostokątny, dwutraktowy, z sienią w osi budynku – od frontu dach dwuspadowy z powieką, kryty dachówką.